# Unabhängigkeitssystem
Ein Unabhängigkeitssystem ist in der Kombinatorik eine Verallgemeinerung der mathematische Struktur des Matroides. Ein Unabhängigkeitssystem {\displaystyle (E,U)} besteht aus einer endlichen Grundmenge {\displaystyle E} und einem darüber definierten nicht leeren Mengensystem {\displaystyle U}, das bezüglich der Teilmengen-Bildung abgeschlossen ist.
Viele Probleme der Kombinatorischen Optimierung lassen sich als Minimierungs- oder Maximierungsproblem in einem Unabhängigkeitssystem beschreiben.

## Definitionen
Sei {\displaystyle E} eine beliebige endliche Grundmenge und {\displaystyle {\mathcal {U}}} ein System von Teilmengen von {\displaystyle E} (also {\displaystyle {\mathcal {U}}\subseteq {\mathcal {P}}(E)}), dann ist das Paar {\displaystyle (E,{\mathcal {U}})} ein Unabhängigkeitssystem, wenn die folgenden Bedingungen erfüllt sind:
1. {\displaystyle \emptyset \in {\mathcal {U}}} (Nicht zu verwechseln mit {\displaystyle \emptyset \subseteq {\mathcal {U}}}, was trivial wäre, da die leere Menge Teilmenge jeder Menge ist.)
2. {\displaystyle A\subseteq B,B\in {\mathcal {U}}\Rightarrow A\in {\mathcal {U}}} ({\displaystyle {\mathcal {U}}} ist nach unten {\displaystyle \subseteq }-abgeschlossen.)

1. ist äquivalent zu der Forderung, dass {\displaystyle {\mathcal {U}}} nicht leer ist.
Durch Hinzufügen der sogenannten Austauscheigenschaft entsteht aus einem Unabhängigkeitssystem ein Matroid.

### Unabhängig, abhängig
Die Elemente aus {\displaystyle {\mathcal {U}}} nennt man unabhängig; die Teilmengen von {\displaystyle E}, die nicht in {\displaystyle {\mathcal {U}}} enthalten sind, nennt man abhängig.

### Basis
Ist eine unabhängige Menge {\displaystyle B\in {\mathcal {U}}} maximal, so bezeichnet man sie als Basis (in Anlehnung an den analogen Begriff im Zusammenhang mit linearer Unabhängigkeit).

### Kreis
Ist eine abhängige Menge {\displaystyle K\in {\mathcal {P}}(E)\setminus {\mathcal {U}}} minimal (d. h. alle echten Teilmengen von {\displaystyle K} sind unabhängig), so bezeichnet man sie als Kreis (in Anlehnung an den Kreisbegriff aus der Graphentheorie).

### Rangfunktion
Die Rangfunktion {\displaystyle r\colon {\mathcal {P}}(E)\to \mathbb {N} _{0}} ist definiert als {\displaystyle r(F)=\max\{|A|\mid A\in {\mathcal {U}},\ A\subseteq F\}} für alle Teilmengen {\displaystyle F\subset E}.
Für die so definierte Rangfunktion {\displaystyle r\colon {\mathcal {P}}(E)\to \mathbb {N} _{0}} gilt:
- {\displaystyle 0\leq r(A)\leq |A|}
- Aus {\displaystyle A\subseteq B} folgt {\displaystyle r(A)\leq r(B)}

### Untere Rangfunktion
Die untere Rangfunktion (engl. lower rank) {\displaystyle \rho \colon {\mathcal {P}}(E)\to \mathbb {N} _{0}} ist definiert als {\displaystyle \rho (F)=\min\{|A|\mid A\subseteq F,A\in {\mathcal {U}}{\text{ und }}A\cup \{x\}\not \in {\mathcal {U}}\ \forall x\in F\setminus A\}} für alle Teilmengen {\displaystyle F\subset E}.

### Rangquotient
Der Rangquotient von {\displaystyle (E,{\mathcal {U}})} ist definiert als
{\displaystyle q(E,{\mathcal {U}}):=\min _{F\subseteq E}{\frac {\rho (F)}{r(F)}}.}
In einem Unabhängigkeitssystem ist der Rangquotient kleiner gleich eins und gleich eins, wenn das Unabhängigkeitssystem ein Matroid ist.

### Hüllenoperator
Für eine Teilmenge {\displaystyle A\subseteq E} ist {\displaystyle s(A)=\{x\in E\mid r(A\cup \{x\})=r(A)\}} der Hüllenoperator.
Für diesen gilt:
- {\displaystyle A\subseteq s(A)} (Extensive Abbildung)
- Aus {\displaystyle A\subseteq B} folgt {\displaystyle s(A)\subseteq s(B)} (Monotonie)
- {\displaystyle s(A)=s(s(A))} (Idempotenz)

## Eigenschaften
Jedes Unabhängigkeitssystem lässt sich als Durchschnitt endlich vieler Matroide darstellen.

## Beispiele
- Sei {\displaystyle E} ein Vektorraum über einem endlichen Körper und {\displaystyle {\mathcal {U}}} die Menge aller linear unabhängigen Teilmengen von {\displaystyle E}. (Dieses Beispiel motiviert die Bezeichnung. Man kann dieses Beispiel auch auf nichtendliche Körper verallgemeinern, allerdings gelten dann viele der hier gemachten Aussagen über Unabhängigkeitssysteme nicht mehr.)
- Sei {\displaystyle E} eine beliebige endliche Menge, {\displaystyle n} eine natürliche Zahl und {\displaystyle {\mathcal {U}}} die Menge aller höchstens {\displaystyle n}-elementigen Teilmengen von {\displaystyle E}.
- Die Paarung in einem bipartiten Graph lässt sich als Durchschnitt zweier Matroide darstellen und ist somit ein Unabhängigkeitssystem.[2]
- Das Problem des Handlungsreisenden lässt sich als Durchschnitt dreier Matroide darstellen und ist somit auch ein Unabhängigkeitssystem.[3][4][5]